# Elzenzegge
De elzenzegge (Carex elongata) is een overblijvend kruid dat behoort behoort tot de cypergrassenfamilie (Cyperaceae). De soort staat op de Nederlandse Rode lijst van planten als algemeen voorkomend en stabiel of toegenomen.

## Determinatie
De plant wordt 30–60(–100) cm hoog en vormt dichte pollen. De dunne stengels zijn scherp driekantig en ruw. De helder geelgroene bladeren zijn 2–4 mm breed en ongeveer even lang als de stengels. De onderste bladscheden zijn glanzend lichtbruin.
Elzenzegge bloeit in mei en juni De bloeiwijze is 3–10 cm lang en bestaat uit 6–12 aren. De aren zijn langwerpig-eivormig tot langwerpig en 3–10 cm lang. De vrouwelijke bloemen staan bovenaan de aar met daaronder de meestal schaarse mannelijke bloemen. De vrouwelijke bloemen hebben twee stempels. Het schutblad van de onderste aar is veel korter dan de bloeiwijze. De 3 mm lange, kafjes zijn bleek roodbruin en hebben een groene middennerf (kiel). Het 3–4 mm lange, ongevleugelde urntje is op doorsnede ovaal-lancetvormig en heeft een afgeknotte, niet gespleten snavel. De urntjes zijn niet stervormig uitgespreid. Het urntje is een soort schutblaadje dat geheel om de vrucht zit.
De vrucht is een lensvormig, donkerbruin, geribd nootje.
Het aantal chromosomen is 2n = 56.

## Ecologie
Elzenzegge komt voor in natte, vrij zure grond in moerasbossen en soms in voedselarm grasland.

### Syntaxonomie
Elzenzegge geldt als kensoort voor het elzenzegge-elzenbroek (Carici elongatae-Alnetum).

## Verspreiding
De plant komt van nature voor in Europa en Midden- en West-Azië.

## Fotogalerij

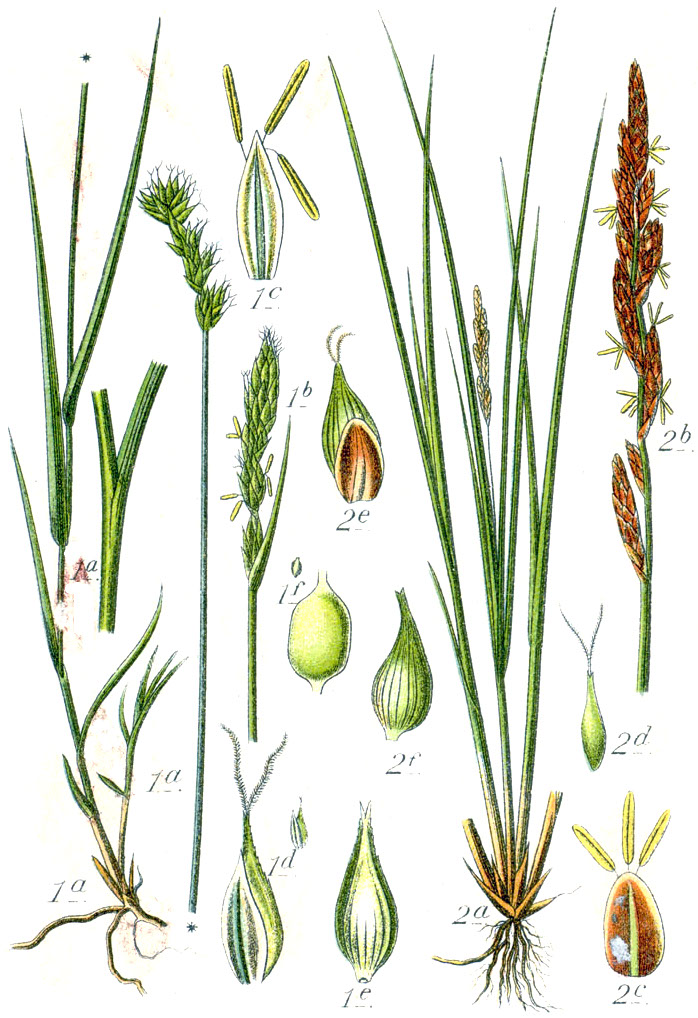
2 = Elzenzegge
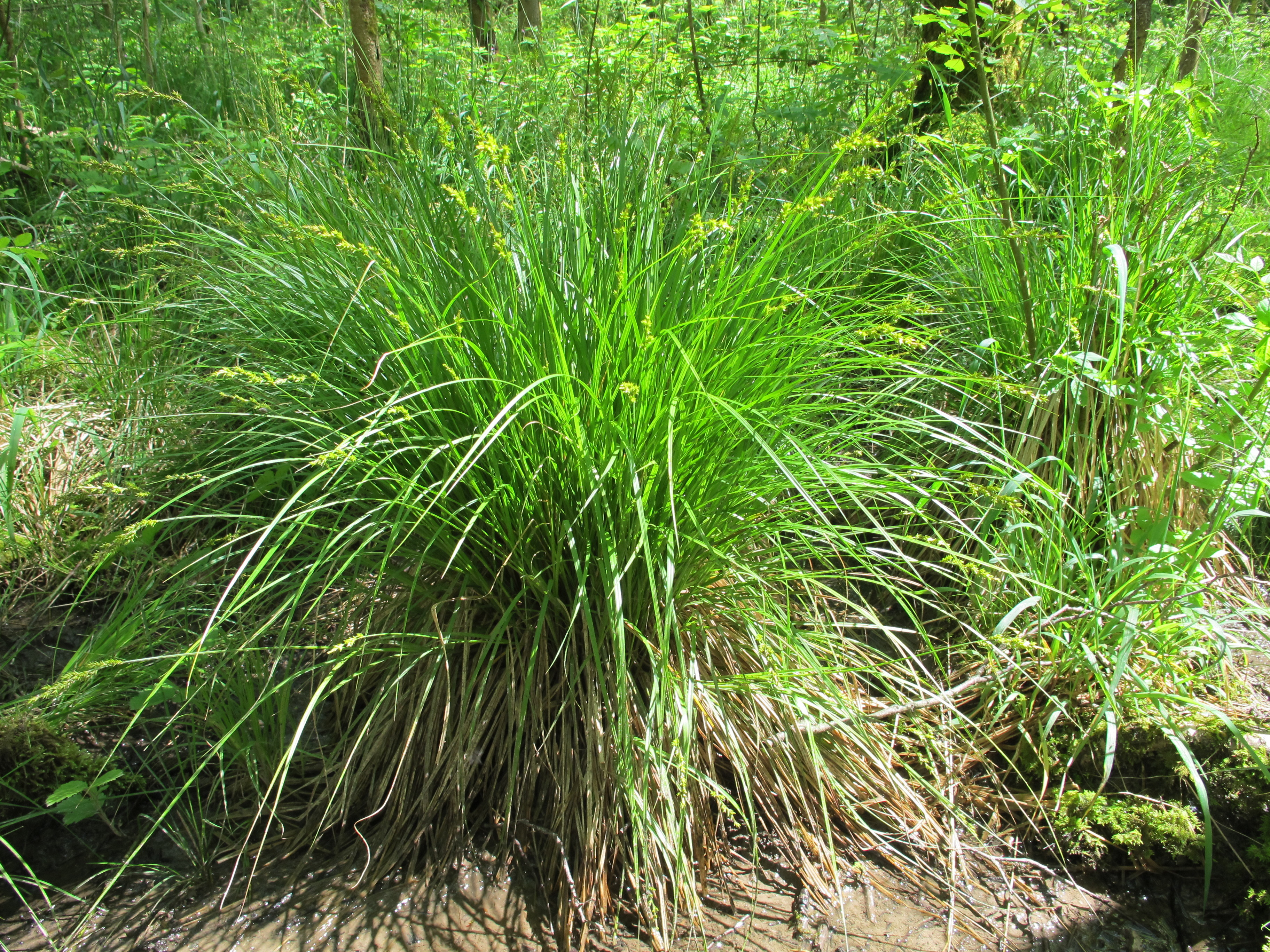
Plant
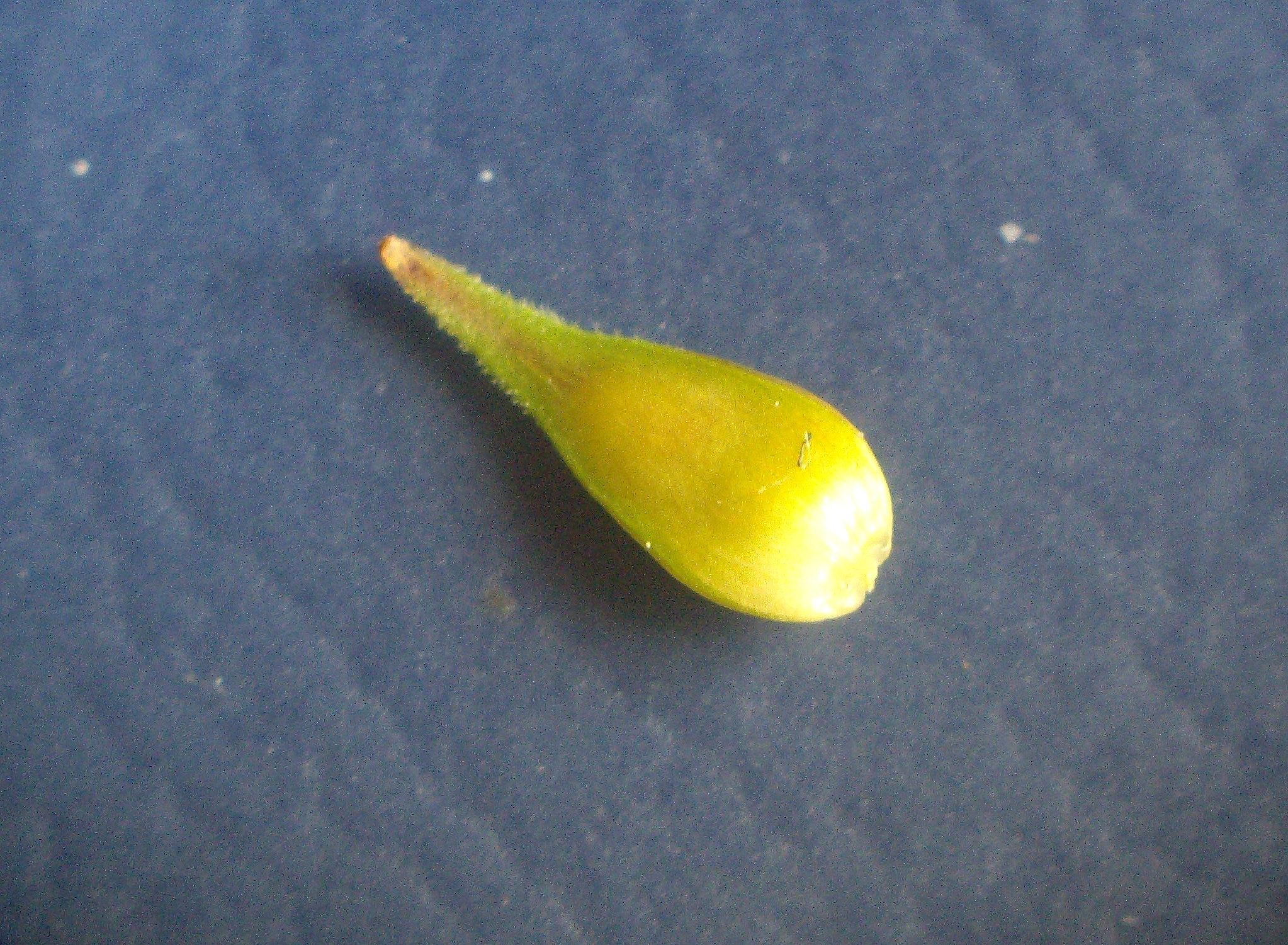
Urntje